# Musiques de City Hunter
Cet article présente la liste des albums de musique de l'anime Nicky Larson.

## Albums

### City Hunter 1 - OST 1
Albums de Nicky Larson
City Hunter 1 - OST 2
(1987)
| City Hunter 1 - OST 1 | City Hunter 1 - OST 1        | City Hunter 1 - OST 1 | City Hunter 1 - OST 1 | City Hunter 1 - OST 1 | City Hunter 1 - OST 1 | City Hunter 1 - OST 1 | City Hunter 1 - OST 1 | City Hunter 1 - OST 1 | City Hunter 1 - OST 1 |
| No                    | Titre                        | Auteur                | Durée                 |                       |                       |                       |                       |                       |                       |
| --------------------- | ---------------------------- | --------------------- | --------------------- | --------------------- | --------------------- | --------------------- | --------------------- | --------------------- | --------------------- |
| 1.                    | City Hunter ~Ai Yo Kienaide~ | Kahoru Kohiruimaki    | 4:04                  |                       |                       |                       |                       |                       |                       |
| 2.                    | Cool City                    | The City Crackers     | 4:29                  |                       |                       |                       |                       |                       |                       |
| 3.                    | Mr. Private Eye              | Yuko Ohtaki           | 4:51                  |                       |                       |                       |                       |                       |                       |
| 4.                    | Midnight Lightning           | Ryoichi Kuniyoshi     | 5:22                  |                       |                       |                       |                       |                       |                       |
| 5.                    | Blue Air Message             | Yoshiyaki Ohuchi      | 4:21                  |                       |                       |                       |                       |                       |                       |
| 6.                    | Get Wild                     | TM Network            | 3:59                  |                       |                       |                       |                       |                       |                       |
| 7.                    | The Ballad of Silver Bullet  | Ryoichi Kuniyoshi     | 3:25                  |                       |                       |                       |                       |                       |                       |
| 8.                    | What's Goin' On              | Kahoru Kohiruimaki    | 4:22                  |                       |                       |                       |                       |                       |                       |
| 9.                    | Blood on the Moon            | Ryoichi Kuniyoshi     | 4:06                  |                       |                       |                       |                       |                       |                       |
| 10.                   | Give Me Your Love Tonight    | Kiyomi Suzuki         | 5:50                  |                       |                       |                       |                       |                       |                       |
| 44:52                 |                              |                       |                       |                       |                       |                       |                       |                       |                       |

### City Hunter 1 - OST 2
Albums de Nicky Larson
City Hunter 1 - OST 1
(1987) City Hunter 2 - OST 1
(1988)
| City Hunter 1 - OST 2 | City Hunter 1 - OST 2      | City Hunter 1 - OST 2 | City Hunter 1 - OST 2 | City Hunter 1 - OST 2 | City Hunter 1 - OST 2 | City Hunter 1 - OST 2 | City Hunter 1 - OST 2 | City Hunter 1 - OST 2 | City Hunter 1 - OST 2 |
| No                    | Titre                      | Auteur                | Durée                 |                       |                       |                       |                       |                       |                       |
| --------------------- | -------------------------- | --------------------- | --------------------- | --------------------- | --------------------- | --------------------- | --------------------- | --------------------- | --------------------- |
| 1.                    | Want Your Love             | Momoko Kitadai        | 4:01                  |                       |                       |                       |                       |                       |                       |
| 2.                    | Just A Hunter              | Tatsumi Yano          | 3:33                  |                       |                       |                       |                       |                       |                       |
| 3.                    | Go Go Heaven               | Yoshiyuki Ohsawa      | 3:57                  |                       |                       |                       |                       |                       |                       |
| 4.                    | Fire With Fire             | Tatsumi Yano          | 2:55                  |                       |                       |                       |                       |                       |                       |
| 5.                    | Never Go Away              | Momoko Kitadai        | 3:45                  |                       |                       |                       |                       |                       |                       |
| 6.                    | Owari no Nai Katamuki      | Yoshiyuki Ohsawa      | 3:57                  |                       |                       |                       |                       |                       |                       |
| 7.                    | The Shining of Cat's Eye   | Tatsumi Yano          | 4:30                  |                       |                       |                       |                       |                       |                       |
| 8.                    | Footsteps                  | Momoko Kitadai        | 2:26                  |                       |                       |                       |                       |                       |                       |
| 9.                    | Paradise Alley             | Tatsumi Yano          | 3:12                  |                       |                       |                       |                       |                       |                       |
| 10.                   | Suna no Castle no Casanova | Momoko Kitadai        | 3:42                  |                       |                       |                       |                       |                       |                       |
| 35:58                 |                            |                       |                       |                       |                       |                       |                       |                       |                       |

### City Hunter 2 - OST 1
Albums de Nicky Larson
City Hunter 1 - OST 2
(1987) City Hunter 2 - OST 2
(1988)
| City Hunter 2 - OST 1 | City Hunter 2 - OST 1 | City Hunter 2 - OST 1 | City Hunter 2 - OST 1 | City Hunter 2 - OST 1 | City Hunter 2 - OST 1 | City Hunter 2 - OST 1 | City Hunter 2 - OST 1 | City Hunter 2 - OST 1 | City Hunter 2 - OST 1 |
| No                    | Titre                 | Auteur                | Durée                 |                       |                       |                       |                       |                       |                       |
| --------------------- | --------------------- | --------------------- | --------------------- | --------------------- | --------------------- | --------------------- | --------------------- | --------------------- | --------------------- |
| 1.                    | Chance                | Akira Kamiya          | 4:10                  |                       |                       |                       |                       |                       |                       |
| 2.                    | Angel Night           | PSY•S                 | 4:29                  |                       |                       |                       |                       |                       |                       |
| 3.                    | Domino Target         | Instrumental          | 4:26                  |                       |                       |                       |                       |                       |                       |
| 4.                    | Your Secrets          | Momoko Kitadai        | 3:11                  |                       |                       |                       |                       |                       |                       |
| 5.                    | City Heat             | Ryo Ogura             | 5:25                  |                       |                       |                       |                       |                       |                       |
| 6.                    | Fantastic Splash      | Instrumental          | 4:05                  |                       |                       |                       |                       |                       |                       |
| 7.                    | Earth                 | PSY•S                 | 5:28                  |                       |                       |                       |                       |                       |                       |
| 8.                    | No.No.No              | Ryo Ogura             | 4:32                  |                       |                       |                       |                       |                       |                       |
| 9.                    | Lady In The Dark      | Instrumental          | 5:59                  |                       |                       |                       |                       |                       |                       |
| 10.                   | Super Girl            | Yasuyuki Okamura      | 4:46                  |                       |                       |                       |                       |                       |                       |
| 11.                   | Lonely Lullaby        | Akira Kamiya          | 4:29                  |                       |                       |                       |                       |                       |                       |
| 51:01                 |                       |                       |                       |                       |                       |                       |                       |                       |                       |

### City Hunter 2 - OST 2
Albums de Nicky Larson
City Hunter 2 - OST 1
(1988) City Hunter - Dramatic Master
(1989)
| City Hunter 2 - OST 2 | City Hunter 2 - OST 2  | City Hunter 2 - OST 2     | City Hunter 2 - OST 2 | City Hunter 2 - OST 2 | City Hunter 2 - OST 2 | City Hunter 2 - OST 2 | City Hunter 2 - OST 2 | City Hunter 2 - OST 2 | City Hunter 2 - OST 2 |
| No                    | Titre                  | Auteur                    | Durée                 |                       |                       |                       |                       |                       |                       |
| --------------------- | ---------------------- | ------------------------- | --------------------- | --------------------- | --------------------- | --------------------- | --------------------- | --------------------- | --------------------- |
| 1.                    | Name of the Game       | Jennifer Cihi             | 5:08                  |                       |                       |                       |                       |                       |                       |
| 2.                    | Sara                   | Fence of Defense          | 4:33                  |                       |                       |                       |                       |                       |                       |
| 3.                    | Gimme Shock            | Akira Kamiya              | 4:37                  |                       |                       |                       |                       |                       |                       |
| 4.                    | Crime and Passion      | Tatsumi Yano              | 5:33                  |                       |                       |                       |                       |                       |                       |
| 5.                    | Without You            | Jennifer Cihi             | 4:34                  |                       |                       |                       |                       |                       |                       |
| 6.                    | Party Down             | Momoko Kitadai            | 3:50                  |                       |                       |                       |                       |                       |                       |
| 7.                    | Snow Light Shower      | Kazue Ikura               | 3:56                  |                       |                       |                       |                       |                       |                       |
| 8.                    | Holy Night Rhapsody    | Kow Otani                 | 5:30                  |                       |                       |                       |                       |                       |                       |
| 9.                    | Escape                 | Momoko Kitadai            | 4:09                  |                       |                       |                       |                       |                       |                       |
| 10.                   | Machi-Jyû Sophisticate | Akira Kamiya, Kazue Ikura | 3:30                  |                       |                       |                       |                       |                       |                       |
| 11.                   | Sweet Twilight         | Kow Otani                 | 5:31                  |                       |                       |                       |                       |                       |                       |
| 51:02                 |                        |                           |                       |                       |                       |                       |                       |                       |                       |

### City Hunter - Dramatic Master
Albums de Nicky Larson
City Hunter 2 - OST 2
(1988) City Hunter - Magnum Of A Love Destination
(1989)
| City Hunter - Dramatic Master | City Hunter - Dramatic Master       | City Hunter - Dramatic Master | City Hunter - Dramatic Master | City Hunter - Dramatic Master | City Hunter - Dramatic Master | City Hunter - Dramatic Master | City Hunter - Dramatic Master | City Hunter - Dramatic Master | City Hunter - Dramatic Master |
| No                            | Titre                               | Auteur                        | Durée                         |                               |                               |                               |                               |                               |                               |
| ----------------------------- | ----------------------------------- | ----------------------------- | ----------------------------- | ----------------------------- | ----------------------------- | ----------------------------- | ----------------------------- | ----------------------------- | ----------------------------- |
| 1.                            | Angel Night ~ tenshi no iru basho ~ | PSY•S                         | 5:17                          |                               |                               |                               |                               |                               |                               |
| 2.                            | What's Goin' On                     | Kahoru Kohiruimaki            | 4:24                          |                               |                               |                               |                               |                               |                               |
| 3.                            | Go Go Heaven                        | Yoshiyuki Oshawa              | 3:58                          |                               |                               |                               |                               |                               |                               |
| 4.                            | No No No                            | Ryo Ogura                     | 4:46                          |                               |                               |                               |                               |                               |                               |
| 5.                            | Footsteps                           | Momoko Kitadai                | 2:28                          |                               |                               |                               |                               |                               |                               |
| 6.                            | Earth ~ Ki no ue no Hakobune ~      | PSY•S                         | 5:28                          |                               |                               |                               |                               |                               |                               |
| 7.                            | Super Girl                          | Yasuyuki Okamura              | 5:48                          |                               |                               |                               |                               |                               |                               |
| 8.                            | Still Love Her                      | TM Network                    | 5:52                          |                               |                               |                               |                               |                               |                               |
| 9.                            | City Hunter ~ Ai Yo Kienaide        | Kahoru Kohiruimaki            | 4:06                          |                               |                               |                               |                               |                               |                               |
| 10.                           | Mr. Private Eye                     | Yuko Otaki                    | 6:39                          |                               |                               |                               |                               |                               |                               |
| 11.                           | Owari no Nai Katamuki               | Yoshiyuki Oshawa              | 3:58                          |                               |                               |                               |                               |                               |                               |
| 12.                           | Sara                                | Fence of Defense              | 4:34                          |                               |                               |                               |                               |                               |                               |
| 13.                           | Give Me Your Love Tonight           | Kiyomi Suzuki                 | 5:51                          |                               |                               |                               |                               |                               |                               |
| 14.                           | Party Down                          | Momoko Kitadai                | 3:50                          |                               |                               |                               |                               |                               |                               |
| 15.                           | Get Wild                            | TM Network                    | 4:58                          |                               |                               |                               |                               |                               |                               |
| 71:48                         |                                     |                               |                               |                               |                               |                               |                               |                               |                               |

### City hunter - Magnum Of A Love Destination
Albums de Nicky Larson
City Hunter - Dramatic Master
(1989) City Hunter 3
(1989)
| City hunter - Magnum Of A Love Destination | City hunter - Magnum Of A Love Destination | City hunter - Magnum Of A Love Destination | City hunter - Magnum Of A Love Destination | City hunter - Magnum Of A Love Destination | City hunter - Magnum Of A Love Destination | City hunter - Magnum Of A Love Destination | City hunter - Magnum Of A Love Destination | City hunter - Magnum Of A Love Destination | City hunter - Magnum Of A Love Destination |
| No                                         | Titre                                      | Auteur                                     | Durée                                      |                                            |                                            |                                            |                                            |                                            |                                            |
| ------------------------------------------ | ------------------------------------------ | ------------------------------------------ | ------------------------------------------ | ------------------------------------------ | ------------------------------------------ | ------------------------------------------ | ------------------------------------------ | ------------------------------------------ | ------------------------------------------ |
| 1.                                         | Shuumatsu No Soldier                       | Mika Kaneko                                | 5:20                                       |                                            |                                            |                                            |                                            |                                            |                                            |
| 2.                                         | Asphalt Dandy                              | Tatsumi Yano                               | 5:45                                       |                                            |                                            |                                            |                                            |                                            |                                            |
| 3.                                         | One And Only                               |                                            | 3:34                                       |                                            |                                            |                                            |                                            |                                            |                                            |
| 4.                                         | Troop In Midnight                          | Tatsumi Yano                               | 4:14                                       |                                            |                                            |                                            |                                            |                                            |                                            |
| 5.                                         | Only In My Dreams                          | Yurie Koboku                               | 6:33                                       |                                            |                                            |                                            |                                            |                                            |                                            |
| 6.                                         | Get Out                                    | Tatsumi Yano                               | 4:58                                       |                                            |                                            |                                            |                                            |                                            |                                            |
| 7.                                         | Love Games                                 | Yurie Koboku                               | 4:21                                       |                                            |                                            |                                            |                                            |                                            |                                            |
| 8.                                         | Nina                                       |                                            | 3:16                                       |                                            |                                            |                                            |                                            |                                            |                                            |
| 9.                                         | Wish You're Here                           | Tatsumi Yano                               | 3:47                                       |                                            |                                            |                                            |                                            |                                            |                                            |
| 10.                                        | Juurokuya                                  | Mariko Takahashi                           | 4:43                                       |                                            |                                            |                                            |                                            |                                            |                                            |
| 46:29                                      |                                            |                                            |                                            |                                            |                                            |                                            |                                            |                                            |                                            |

### City Hunter 3
Albums de Nicky Larson
City hunter - Magnum Of A Love Destination
(1989) City Hunter - Dramatic Master II - Vocal
(1990)
| City Hunter 3 | City Hunter 3            | City Hunter 3             | City Hunter 3 | City Hunter 3 | City Hunter 3 | City Hunter 3 | City Hunter 3 | City Hunter 3 | City Hunter 3 |
| No            | Titre                    | Auteur                    | Durée         |               |               |               |               |               |               |
| ------------- | ------------------------ | ------------------------- | ------------- | ------------- | ------------- | ------------- | ------------- | ------------- | ------------- |
| 1.            | Running to Horizon       | Tetsuya Komuro            | 4:52          |               |               |               |               |               |               |
| 2.            | A Love No One Can Change | Kamiya Akira, Ikura Kazue | 8:27          |               |               |               |               |               |               |
| 3.            | Forever In My Heart      | Kirsten Steinhauer        | 5:24          |               |               |               |               |               |               |
| 4.            | Just Like Magic          | Red Monster               | 5:25          |               |               |               |               |               |               |
| 5.            | Shy ni Sexy              | Nishizono Mari            | 4:16          |               |               |               |               |               |               |
| 6.            | The Pressure             | Anima                     | 4:30          |               |               |               |               |               |               |
| 7.            | Candy                    | Ruriko Kuboh              | 4:50          |               |               |               |               |               |               |
| 8.            | Requiem                  | Kow Otani                 | 10:04         |               |               |               |               |               |               |
| 9.            | Midnight Rain            | Anima                     | 5:08          |               |               |               |               |               |               |
| 10.           | Atsuku Naretara          | Suzuki Kiyomi             | 5:10          |               |               |               |               |               |               |
| 58:09         |                          |                           |               |               |               |               |               |               |               |

### City Hunter - Dramatic Master II - Vocal
Albums de Nicky Larson
City Hunter 3
(1989) City Hunter - Dramatic Master II - Instrumentales
(1990)
| City Hunter - Dramatic Master II - Vocal | City Hunter - Dramatic Master II - Vocal | City Hunter - Dramatic Master II - Vocal | City Hunter - Dramatic Master II - Vocal | City Hunter - Dramatic Master II - Vocal | City Hunter - Dramatic Master II - Vocal | City Hunter - Dramatic Master II - Vocal | City Hunter - Dramatic Master II - Vocal | City Hunter - Dramatic Master II - Vocal | City Hunter - Dramatic Master II - Vocal |
| No                                       | Titre                                    | Auteur                                   | Durée                                    |                                          |                                          |                                          |                                          |                                          |                                          |
| ---------------------------------------- | ---------------------------------------- | ---------------------------------------- | ---------------------------------------- | ---------------------------------------- | ---------------------------------------- | ---------------------------------------- | ---------------------------------------- | ---------------------------------------- | ---------------------------------------- |
| 1.                                       | Hold Me Tight                            | Tashiro Takahiro, Nishizono Mari         | 4:37                                     |                                          |                                          |                                          |                                          |                                          |                                          |
| 2.                                       | Lonely Lullaby                           | Tatsumi Yano                             | 6:55                                     |                                          |                                          |                                          |                                          |                                          |                                          |
| 3.                                       | Without You                              | Jennifer Cihi                            | 4:34                                     |                                          |                                          |                                          |                                          |                                          |                                          |
| 4.                                       | Suna no Castle no Casanova               | Tatsumi Yano                             | 3:41                                     |                                          |                                          |                                          |                                          |                                          |                                          |
| 5.                                       | City Heat                                | Ogura Ryo, Tatsumi Yano                  | 5:23                                     |                                          |                                          |                                          |                                          |                                          |                                          |
| 6.                                       | Cool City                                | Kuniyoshi Ryoichi                        | 7:50                                     |                                          |                                          |                                          |                                          |                                          |                                          |
| 7.                                       | Snow Light Shower                        | Tatsumi Yano                             | 5:04                                     |                                          |                                          |                                          |                                          |                                          |                                          |
| 8.                                       | Atsuku-naretara                          | Chizawa Hitoshi                          | 6:43                                     |                                          |                                          |                                          |                                          |                                          |                                          |
| 9.                                       | Name of the Game                         | Ogura Ryo                                | 5:06                                     |                                          |                                          |                                          |                                          |                                          |                                          |
| 10.                                      | Blue Air Message                         | Ohuchi Yoshiaki                          | 4:21                                     |                                          |                                          |                                          |                                          |                                          |                                          |
| 11.                                      | Machi-jyu Sophisticate                   | Tatsumi Yano                             | 3:30                                     |                                          |                                          |                                          |                                          |                                          |                                          |
| 12.                                      | Make Up Tonight                          | Togo Masakazu                            | 4:02                                     |                                          |                                          |                                          |                                          |                                          |                                          |
| 13.                                      | Running to Horizon                       | Komuro Tetsuya                           | 7:18                                     |                                          |                                          |                                          |                                          |                                          |                                          |
| 14.                                      | Your Secrets                             | Tatsumi Yano                             | 3:10                                     |                                          |                                          |                                          |                                          |                                          |                                          |
| 15.                                      | Chance                                   | Tatsumi Yano                             | 4:09                                     |                                          |                                          |                                          |                                          |                                          |                                          |
| 76:25                                    |                                          |                                          |                                          |                                          |                                          |                                          |                                          |                                          |                                          |

### City Hunter - Dramatic Master II - Instrumentales
Albums de Nicky Larson
City Hunter - Dramatic Master II - Vocal
(1990) City Hunter - Bay City Wars - Plot of $1,000,000
(1990)
| City Hunter - Dramatic Master II - Instrumentales | City Hunter - Dramatic Master II - Instrumentales | City Hunter - Dramatic Master II - Instrumentales | City Hunter - Dramatic Master II - Instrumentales | City Hunter - Dramatic Master II - Instrumentales | City Hunter - Dramatic Master II - Instrumentales | City Hunter - Dramatic Master II - Instrumentales | City Hunter - Dramatic Master II - Instrumentales | City Hunter - Dramatic Master II - Instrumentales | City Hunter - Dramatic Master II - Instrumentales |
| No                                                | Titre                                             | Auteur                                            | Durée                                             |                                                   |                                                   |                                                   |                                                   |                                                   |                                                   |
| ------------------------------------------------- | ------------------------------------------------- | ------------------------------------------------- | ------------------------------------------------- | ------------------------------------------------- | ------------------------------------------------- | ------------------------------------------------- | ------------------------------------------------- | ------------------------------------------------- | ------------------------------------------------- |
| 1.                                                | Domino Target                                     |                                                   | 4:24                                              |                                                   |                                                   |                                                   |                                                   |                                                   |                                                   |
| 2.                                                | Paradise Alley                                    |                                                   | 3:13                                              |                                                   |                                                   |                                                   |                                                   |                                                   |                                                   |
| 3.                                                | The Ballad of Silver Bullet                       |                                                   | 3:26                                              |                                                   |                                                   |                                                   |                                                   |                                                   |                                                   |
| 4.                                                | Crime and Passion                                 |                                                   | 5:34                                              |                                                   |                                                   |                                                   |                                                   |                                                   |                                                   |
| 5.                                                | Just a Hunter                                     |                                                   | 3:34                                              |                                                   |                                                   |                                                   |                                                   |                                                   |                                                   |
| 6.                                                | Blood on the Moon                                 |                                                   | 4:06                                              |                                                   |                                                   |                                                   |                                                   |                                                   |                                                   |
| 7.                                                | Fantastic Splash                                  |                                                   | 4:04                                              |                                                   |                                                   |                                                   |                                                   |                                                   |                                                   |
| 8.                                                | Holy Night Rhapsody                               |                                                   | 5:31                                              |                                                   |                                                   |                                                   |                                                   |                                                   |                                                   |
| 9.                                                | Fire with Fire                                    |                                                   | 2:54                                              |                                                   |                                                   |                                                   |                                                   |                                                   |                                                   |
| 10.                                               | Midnight Lightning                                |                                                   | 5:23                                              |                                                   |                                                   |                                                   |                                                   |                                                   |                                                   |
| 11.                                               | The Shining of Cat's Eye                          |                                                   | 4:31                                              |                                                   |                                                   |                                                   |                                                   |                                                   |                                                   |
| 12.                                               | Sweet Twilight                                    |                                                   | 5:30                                              |                                                   |                                                   |                                                   |                                                   |                                                   |                                                   |
| 13.                                               | Want Your Love                                    | Momoko Kitadai                                    | 4:01                                              |                                                   |                                                   |                                                   |                                                   |                                                   |                                                   |
| 14.                                               | Lady In the Dark                                  |                                                   | 5:58                                              |                                                   |                                                   |                                                   |                                                   |                                                   |                                                   |
| 15.                                               | Farewell My Hunter                                |                                                   | 4:17                                              |                                                   |                                                   |                                                   |                                                   |                                                   |                                                   |
| 66:26                                             |                                                   |                                                   |                                                   |                                                   |                                                   |                                                   |                                                   |                                                   |                                                   |

### City Hunter - Bay City Wars - Plot of $1,000,000
Albums de Nicky Larson
City Hunter - Dramatic Master II - Instrumentales
(1990) City Hunter - OST91 Original
(1992)
| City Hunter - Bay City Wars - Plot of $1,000,000 | City Hunter - Bay City Wars - Plot of $1,000,000 | City Hunter - Bay City Wars - Plot of $1,000,000 | City Hunter - Bay City Wars - Plot of $1,000,000 | City Hunter - Bay City Wars - Plot of $1,000,000 | City Hunter - Bay City Wars - Plot of $1,000,000 | City Hunter - Bay City Wars - Plot of $1,000,000 | City Hunter - Bay City Wars - Plot of $1,000,000 | City Hunter - Bay City Wars - Plot of $1,000,000 | City Hunter - Bay City Wars - Plot of $1,000,000 |
| No                                               | Titre                                            | Auteur                                           | Durée                                            |                                                  |                                                  |                                                  |                                                  |                                                  |                                                  |
| ------------------------------------------------ | ------------------------------------------------ | ------------------------------------------------ | ------------------------------------------------ | ------------------------------------------------ | ------------------------------------------------ | ------------------------------------------------ | ------------------------------------------------ | ------------------------------------------------ | ------------------------------------------------ |
| 1.                                               | Rock My Love                                     | Yōko Oginome                                     | 4:31                                             |                                                  |                                                  |                                                  |                                                  |                                                  |                                                  |
| 2.                                               | Night Moves                                      | Tatsumi Yano                                     | 4:40                                             |                                                  |                                                  |                                                  |                                                  |                                                  |                                                  |
| 3.                                               | DeathTrap                                        | Tatsumi Yano                                     | 6:29                                             |                                                  |                                                  |                                                  |                                                  |                                                  |                                                  |
| 4.                                               | Kanojo no Omoi                                   | Tatsumi Yano                                     | 4:03                                             |                                                  |                                                  |                                                  |                                                  |                                                  |                                                  |
| 5.                                               | Woman In The Dark                                | Tatsumi Yano                                     | 4:35                                             |                                                  |                                                  |                                                  |                                                  |                                                  |                                                  |
| 6.                                               | Easy-Going Guy                                   | Tatsumi Yano                                     | 4:14                                             |                                                  |                                                  |                                                  |                                                  |                                                  |                                                  |
| 7.                                               | Take Me Back                                     | Yûsuke Nakamura                                  | 4:10                                             |                                                  |                                                  |                                                  |                                                  |                                                  |                                                  |
| 8.                                               | BayCity Battle                                   | Tatsumi Yano                                     | 4:29                                             |                                                  |                                                  |                                                  |                                                  |                                                  |                                                  |
| 9.                                               | More More Shiawase                               | Yōko Oginome                                     | 4:58                                             |                                                  |                                                  |                                                  |                                                  |                                                  |                                                  |
| 10.                                              | Never Say Goodbye                                | Tatsumi Yano                                     | 4:45                                             |                                                  |                                                  |                                                  |                                                  |                                                  |                                                  |
| 46:58                                            |                                                  |                                                  |                                                  |                                                  |                                                  |                                                  |                                                  |                                                  |                                                  |

### City Hunter - OST91 Original
Albums de Nicky Larson
City Hunter - Bay City Wars - Plot of $1,000,000
(1990) City Hunter - The Secret Service
(1996)
| City Hunter - OST91 Original | City Hunter - OST91 Original | City Hunter - OST91 Original | City Hunter - OST91 Original | City Hunter - OST91 Original | City Hunter - OST91 Original | City Hunter - OST91 Original | City Hunter - OST91 Original | City Hunter - OST91 Original | City Hunter - OST91 Original |
| No                           | Titre                        | Auteur                       | Durée                        |                              |                              |                              |                              |                              |                              |
| ---------------------------- | ---------------------------- | ---------------------------- | ---------------------------- | ---------------------------- | ---------------------------- | ---------------------------- | ---------------------------- | ---------------------------- | ---------------------------- |
| 1.                           | Down Town Game               | Gwinko                       | 4:56                         |                              |                              |                              |                              |                              |                              |
| 2.                           | May be rich                  | Konta                        | 4:06                         |                              |                              |                              |                              |                              |                              |
| 3.                           | Kiss me again                | Naoko                        | 5:30                         |                              |                              |                              |                              |                              |                              |
| 4.                           | Spring breeze                | Tatsumi Yano                 | 5:43                         |                              |                              |                              |                              |                              |                              |
| 5.                           | You never know my heart      | Mayumi Tachibana             | 4:25                         |                              |                              |                              |                              |                              |                              |
| 6.                           | Tropical Fish Scenery        | Satoru Shionoya              | 4:10                         |                              |                              |                              |                              |                              |                              |
| 7.                           | Bay in the night             | Tastsumi Yano                | 5:42                         |                              |                              |                              |                              |                              |                              |
| 8.                           | Sometimes, get my love       | Jetzt                        | 4:27                         |                              |                              |                              |                              |                              |                              |
| 9.                           | Hold me slowly               | Ikuko Nogushi & Hiro Ito     | 4:22                         |                              |                              |                              |                              |                              |                              |
| 10.                          | Smile & Smile                | Aura                         | 5:41                         |                              |                              |                              |                              |                              |                              |
| 11.                          | Asphalt moon                 | Satoru Shionoya              | 4:03                         |                              |                              |                              |                              |                              |                              |
| 52:58                        |                              |                              |                              |                              |                              |                              |                              |                              |                              |

### City Hunter - The Secret Service
Albums de Nicky Larson
City Hunter - OST91 Original
(1992) City Hunter - Goodbye My Sweet Heart
(1997)
| City Hunter - The Secret Service | City Hunter - The Secret Service | City Hunter - The Secret Service | City Hunter - The Secret Service | City Hunter - The Secret Service | City Hunter - The Secret Service | City Hunter - The Secret Service | City Hunter - The Secret Service | City Hunter - The Secret Service | City Hunter - The Secret Service |
| No                               | Titre                            | Auteur                           | Durée                            |                                  |                                  |                                  |                                  |                                  |                                  |
| -------------------------------- | -------------------------------- | -------------------------------- | -------------------------------- | -------------------------------- | -------------------------------- | -------------------------------- | -------------------------------- | -------------------------------- | -------------------------------- |
| 1.                               | Otherwise                        | Tatsumi Yano, KONTA              | 4:17                             |                                  |                                  |                                  |                                  |                                  |                                  |
| 2.                               | Hunter In The City               | Tatsumi Yano                     | 3:43                             |                                  |                                  |                                  |                                  |                                  |                                  |
| 3.                               | Kyohaku                          | Tatsumi Yano                     | 1:01                             |                                  |                                  |                                  |                                  |                                  |                                  |
| 4.                               | Guinamu no Imitsu                | Tatsumi Yano                     | 2:55                             |                                  |                                  |                                  |                                  |                                  |                                  |
| 5.                               | We Can Make It                   | Tatsumi Yano, F.E.N.             | 6:25                             |                                  |                                  |                                  |                                  |                                  |                                  |
| 6.                               | Unmei no Ito                     | Tatsumi Yano                     | 0:54                             |                                  |                                  |                                  |                                  |                                  |                                  |
| 7.                               | Beautiful Client                 | Tatsumi Yano                     | 1:25                             |                                  |                                  |                                  |                                  |                                  |                                  |
| 8.                               | Chase! Chase! Chase!             | Tatsumi Yano                     | 1:14                             |                                  |                                  |                                  |                                  |                                  |                                  |
| 9.                               | If You Can't See                 | Tatsumi Yano, Yûsuke Nakamura    | 4:12                             |                                  |                                  |                                  |                                  |                                  |                                  |
| 10.                              | Battle Cruising                  | Tatsumi Yano                     | 3:11                             |                                  |                                  |                                  |                                  |                                  |                                  |
| 11.                              | Only One Memory                  | Tatsumi Yano                     | 3:45                             |                                  |                                  |                                  |                                  |                                  |                                  |
| 12.                              | Bonds                            | Tatsumi Yano                     | 1:04                             |                                  |                                  |                                  |                                  |                                  |                                  |
| 13.                              | Ikaruri no Jûdan                 | Tatsumi Yano                     | 2:55                             |                                  |                                  |                                  |                                  |                                  |                                  |
| 14.                              | Easy Life Again                  | Tatsumi Yano                     | 0:55                             |                                  |                                  |                                  |                                  |                                  |                                  |
| 15.                              | Woman                            | Tatsumi Yano, Ann Lewis          | 5:19                             |                                  |                                  |                                  |                                  |                                  |                                  |
| 16.                              | Otherwise (TV Version)           | Tatsumi Yano, KONTA              | 1:34                             |                                  |                                  |                                  |                                  |                                  |                                  |
| 44:49                            |                                  |                                  |                                  |                                  |                                  |                                  |                                  |                                  |                                  |

### City Hunter - Goodbye My Sweet Heart
Albums de Nicky Larson
City Hunter - The Secret Service
(1996) City Hunter - Best Collections OST
(1999)
| City Hunter - Goodbye My Sweet Heart | City Hunter - Goodbye My Sweet Heart | City Hunter - Goodbye My Sweet Heart | City Hunter - Goodbye My Sweet Heart | City Hunter - Goodbye My Sweet Heart | City Hunter - Goodbye My Sweet Heart | City Hunter - Goodbye My Sweet Heart | City Hunter - Goodbye My Sweet Heart | City Hunter - Goodbye My Sweet Heart | City Hunter - Goodbye My Sweet Heart |
| No                                   | Titre                                | Auteur                               | Durée                                |                                      |                                      |                                      |                                      |                                      |                                      |
| ------------------------------------ | ------------------------------------ | ------------------------------------ | ------------------------------------ | ------------------------------------ | ------------------------------------ | ------------------------------------ | ------------------------------------ | ------------------------------------ | ------------------------------------ |
| 1.                                   | Ride On The Night                    | Yoshida Masara, Humming Bird         | 4:12                                 |                                      |                                      |                                      |                                      |                                      |                                      |
| 2.                                   | Open Your Eyes                       | Yoshida Masara                       | 0:36                                 |                                      |                                      |                                      |                                      |                                      |                                      |
| 3.                                   | Professor Mutoh                      | Yoshida Masara                       | 2:20                                 |                                      |                                      |                                      |                                      |                                      |                                      |
| 4.                                   | Shi Ta Go Ko Ro                      | Yoshida Masara                       | 1:40                                 |                                      |                                      |                                      |                                      |                                      |                                      |
| 5.                                   | Hurry Up!                            | Yoshida Masara                       | 2:24                                 |                                      |                                      |                                      |                                      |                                      |                                      |
| 6.                                   | Good-Bye My…                         | Yoshida Masara                       | 2:08                                 |                                      |                                      |                                      |                                      |                                      |                                      |
| 7.                                   | Dead Or Alive                        | Yoshida Masara                       | 2:22                                 |                                      |                                      |                                      |                                      |                                      |                                      |
| 8.                                   | My Dear                              | Yoshida Masara                       | 0:39                                 |                                      |                                      |                                      |                                      |                                      |                                      |
| 9.                                   | Warlike                              | Yoshida Masara                       | 1:15                                 |                                      |                                      |                                      |                                      |                                      |                                      |
| 10.                                  | Black Roses                          | Yoshida Masara, Dawm Marie Moore     | 4:55                                 |                                      |                                      |                                      |                                      |                                      |                                      |
| 11.                                  | Feel So Blue                         | Yoshida Masara                       | 0:51                                 |                                      |                                      |                                      |                                      |                                      |                                      |
| 12.                                  | Burst Out Diving                     | Yoshida Masara                       | 1:40                                 |                                      |                                      |                                      |                                      |                                      |                                      |
| 13.                                  | The Trap                             | Yoshida Masara                       | 1:47                                 |                                      |                                      |                                      |                                      |                                      |                                      |
| 14.                                  | Chase On The Battlefield             | Yoshida Masara                       | 3:09                                 |                                      |                                      |                                      |                                      |                                      |                                      |
| 15.                                  | Memory Of Black Roses                | Yoshida Masara                       | 3:18                                 |                                      |                                      |                                      |                                      |                                      |                                      |
| 16.                                  | Force Pollution                      | Yoshida Masara                       | 1:50                                 |                                      |                                      |                                      |                                      |                                      |                                      |
| 17.                                  | Critical Moment                      | Yoshida Masara                       | 0:43                                 |                                      |                                      |                                      |                                      |                                      |                                      |
| 18.                                  | Emi                                  | Yoshida Masara                       | 2:30                                 |                                      |                                      |                                      |                                      |                                      |                                      |
| 19.                                  | Get Wild                             | Yoshida Masara, Naho                 | 3:46                                 |                                      |                                      |                                      |                                      |                                      |                                      |
| 42:13                                |                                      |                                      |                                      |                                      |                                      |                                      |                                      |                                      |                                      |

### City Hunter - Best Collections OST
Albums de Nicky Larson
City Hunter - Goodbye My Sweet Heart
(1997) City Hunter 99 - Live On Stage
(1999)
| City Hunter - Best Collections OST | City Hunter - Best Collections OST | City Hunter - Best Collections OST | City Hunter - Best Collections OST | City Hunter - Best Collections OST | City Hunter - Best Collections OST | City Hunter - Best Collections OST | City Hunter - Best Collections OST | City Hunter - Best Collections OST | City Hunter - Best Collections OST |
| No                                 | Titre                              | Auteur                             | Durée                              |                                    |                                    |                                    |                                    |                                    |                                    |
| ---------------------------------- | ---------------------------------- | ---------------------------------- | ---------------------------------- | ---------------------------------- | ---------------------------------- | ---------------------------------- | ---------------------------------- | ---------------------------------- | ---------------------------------- |
| 1.                                 | Shuumatsu no Soldier               | Mika Kaneko                        | 5:21                               |                                    |                                    |                                    |                                    |                                    |                                    |
| 2.                                 | Juurokuya                          | Mariko Takahashi                   | 4:46                               |                                    |                                    |                                    |                                    |                                    |                                    |
| 3.                                 | Down Town Game                     | Gwinko                             | 4:56                               |                                    |                                    |                                    |                                    |                                    |                                    |
| 4.                                 | Ai yo Kienaide                     | Kahoru Kohiruimaki                 | 4:07                               |                                    |                                    |                                    |                                    |                                    |                                    |
| 5.                                 | Mr. Private Eye                    | Yuko Ohtaki                        | 4:54                               |                                    |                                    |                                    |                                    |                                    |                                    |
| 6.                                 | Get Wild                           | TM Network                         | 4:01                               |                                    |                                    |                                    |                                    |                                    |                                    |
| 7.                                 | Chance                             | Akira Kamiya                       | 4:09                               |                                    |                                    |                                    |                                    |                                    |                                    |
| 8.                                 | Angel Night                        | PSY•S                              | 4:30                               |                                    |                                    |                                    |                                    |                                    |                                    |
| 9.                                 | Give Me Your Love Tonight          | Kiyomi Suzuki                      | 5:52                               |                                    |                                    |                                    |                                    |                                    |                                    |
| 10.                                | Earth                              | PSY•S                              | 5:29                               |                                    |                                    |                                    |                                    |                                    |                                    |
| 11.                                | Running to Horizon                 | Tetsuya Komuro                     | 4:54                               |                                    |                                    |                                    |                                    |                                    |                                    |
| 12.                                | Forever In My Heart                | Kirsten Steinhauer                 | 5:26                               |                                    |                                    |                                    |                                    |                                    |                                    |
| 13.                                | Midnight Rain                      | Anima                              | 5:07                               |                                    |                                    |                                    |                                    |                                    |                                    |
| 14.                                | Atsuku Naretara                    | Chizawa Hitoshi                    | 5:13                               |                                    |                                    |                                    |                                    |                                    |                                    |
| 15.                                | Hold Me Tight                      | Tashiro Takahiro, Nishizono Mari   | 4:37                               |                                    |                                    |                                    |                                    |                                    |                                    |
| 73:37                              |                                    |                                    |                                    |                                    |                                    |                                    |                                    |                                    |                                    |

### City Hunter 99 - Live On Stage
Albums de Nicky Larson
City Hunter - Best Collections OST
(1999) City Hunter - Sound Collection X - Theme Songs
(2005)
| City Hunter 99 - Live On Stage | City Hunter 99 - Live On Stage | City Hunter 99 - Live On Stage | City Hunter 99 - Live On Stage | City Hunter 99 - Live On Stage | City Hunter 99 - Live On Stage | City Hunter 99 - Live On Stage | City Hunter 99 - Live On Stage | City Hunter 99 - Live On Stage | City Hunter 99 - Live On Stage |
| No                             | Titre                          | Auteur                         | Durée                          |                                |                                |                                |                                |                                |                                |
| ------------------------------ | ------------------------------ | ------------------------------ | ------------------------------ | ------------------------------ | ------------------------------ | ------------------------------ | ------------------------------ | ------------------------------ | ------------------------------ |
| 1.                             | Prologue 1                     | Tatsumi Yano                   | 1:27                           |                                |                                |                                |                                |                                |                                |
| 2.                             | Illusion City (TV Size)        | Sex Machineguns                | 2:01                           |                                |                                |                                |                                |                                |                                |
| 3.                             | Prologue 2                     | Tatsumi Yano                   | 0:46                           |                                |                                |                                |                                |                                |                                |
| 4.                             | Yubiwa No Theme                | Tatsumi Yano                   | 3:25                           |                                |                                |                                |                                |                                |                                |
| 5.                             | TV Music                       | Tatsumi Yano                   | 2:13                           |                                |                                |                                |                                |                                |                                |
| 6.                             | Mo x Ri                        | Tatsumi Yano                   | 1:30                           |                                |                                |                                |                                |                                |                                |
| 7.                             | Ryo & Kaori                    | Tatsumi Yano                   | 1:27                           |                                |                                |                                |                                |                                |                                |
| 8.                             | Kabuyashukisho No Theme        | Tatsumi Yano                   | 1:19                           |                                |                                |                                |                                |                                |                                |
| 9.                             | Kyowa Kuna Ryo                 | Tatsumi Yano                   | 0:57                           |                                |                                |                                |                                |                                |                                |
| 10.                            | Escape From Darkness           | Tatsumi Yano                   | 1:23                           |                                |                                |                                |                                |                                |                                |
| 11.                            | Mudodoku No Theme              | Tatsumi Yano                   | 1:25                           |                                |                                |                                |                                |                                |                                |
| 12.                            | Suspense                       | Tatsumi Yano                   | 2:01                           |                                |                                |                                |                                |                                |                                |
| 13.                            | Battle                         | Tatsumi Yano                   | 1:17                           |                                |                                |                                |                                |                                |                                |
| 14.                            | Hard Boiled                    | Tatsumi Yano                   | 1:55                           |                                |                                |                                |                                |                                |                                |
| 15.                            | Boat Theme                     | Tatsumi Yano                   | 3:45                           |                                |                                |                                |                                |                                |                                |
| 16.                            | Danger Zone                    | Tatsumi Yano                   | 2:04                           |                                |                                |                                |                                |                                |                                |
| 17.                            | Sayaka No Theme                | Tatsumi Yano                   | 1:56                           |                                |                                |                                |                                |                                |                                |
| 18.                            | Sayori No Theme 1              | Tatsumi Yano                   | 2:54                           |                                |                                |                                |                                |                                |                                |
| 19.                            | Sayori No Theme 2              | Tatsumi Yano                   | 3:04                           |                                |                                |                                |                                |                                |                                |
| 20.                            | Janku No Theme 1               | Tatsumi Yano                   | 1:20                           |                                |                                |                                |                                |                                |                                |
| 21.                            | Janku No Theme 2               | Tatsumi Yano                   | 2:58                           |                                |                                |                                |                                |                                |                                |
| 22.                            | Janku No Theme 3               | Tatsumi Yano                   | 2:07                           |                                |                                |                                |                                |                                |                                |
| 23.                            | Magnum Fire (2nd Version)      | Sex Machineguns                | 4:04                           |                                |                                |                                |                                |                                |                                |
| 24.                            | End Of The Story               | Tatsumi Yano                   | 0:51                           |                                |                                |                                |                                |                                |                                |
| 25.                            | Epilogue                       | Tatsumi Yano                   | 0:30                           |                                |                                |                                |                                |                                |                                |
| 48:50                          |                                |                                |                                |                                |                                |                                |                                |                                |                                |

### City Hunter - Sound Collection X - Theme Songs
Albums de Nicky Larson
City Hunter 99 - Live On Stage
(1999) City Hunter - Sound Collection Y - Insertion Tracks
(2005)

#### City Hunter - Sound Collection X - CD1
| City Hunter - Sound Collection X - Theme Songs | City Hunter - Sound Collection X - Theme Songs | City Hunter - Sound Collection X - Theme Songs | City Hunter - Sound Collection X - Theme Songs | City Hunter - Sound Collection X - Theme Songs | City Hunter - Sound Collection X - Theme Songs | City Hunter - Sound Collection X - Theme Songs | City Hunter - Sound Collection X - Theme Songs | City Hunter - Sound Collection X - Theme Songs | City Hunter - Sound Collection X - Theme Songs |
| No                                             | Titre                                          | Auteur                                         | Durée                                          |                                                |                                                |                                                |                                                |                                                |                                                |
| ---------------------------------------------- | ---------------------------------------------- | ---------------------------------------------- | ---------------------------------------------- | ---------------------------------------------- | ---------------------------------------------- | ---------------------------------------------- | ---------------------------------------------- | ---------------------------------------------- | ---------------------------------------------- |
| 1.                                             | City Hunter ~ Ai yo Kienaide ~                 | Kahoru Kohiruimaki                             | 4:05                                           |                                                |                                                |                                                |                                                |                                                |                                                |
| 2.                                             | Go Go Heaven                                   | Yoshiyuki Oosawa                               | 3:56                                           |                                                |                                                |                                                |                                                |                                                |                                                |
| 3.                                             | Get Wild                                       | TM Network                                     | 3:59                                           |                                                |                                                |                                                |                                                |                                                |                                                |
| 4.                                             | Angel Night                                    | PSY•S                                          | 4:28                                           |                                                |                                                |                                                |                                                |                                                |                                                |
| 5.                                             | Sara                                           | Fence of Defense                               | 4:32                                           |                                                |                                                |                                                |                                                |                                                |                                                |
| 6.                                             | Super Girl                                     | Yasuyuki Okamura                               | 4:46                                           |                                                |                                                |                                                |                                                |                                                |                                                |
| 7.                                             | Still Love Her                                 | TM Network                                     | 5:49                                           |                                                |                                                |                                                |                                                |                                                |                                                |
| 8.                                             | Running to Horizon                             | Tetsuya Komuro                                 | 4:52                                           |                                                |                                                |                                                |                                                |                                                |                                                |
| 9.                                             | Atsuku Naretara                                | Kiyomi Suzuki                                  | 5:11                                           |                                                |                                                |                                                |                                                |                                                |                                                |
| 10.                                            | Down Town Game                                 | Gwinko                                         | 4:53                                           |                                                |                                                |                                                |                                                |                                                |                                                |
| 11.                                            | Smile & Smile                                  | Aura                                           | 5:39                                           |                                                |                                                |                                                |                                                |                                                |                                                |
| 52:12                                          |                                                |                                                |                                                |                                                |                                                |                                                |                                                |                                                |                                                |

#### City Hunter - Sound Collection X - CD2
| City Hunter - Sound Collection X - Theme Songs | City Hunter - Sound Collection X - Theme Songs | City Hunter - Sound Collection X - Theme Songs | City Hunter - Sound Collection X - Theme Songs | City Hunter - Sound Collection X - Theme Songs | City Hunter - Sound Collection X - Theme Songs | City Hunter - Sound Collection X - Theme Songs | City Hunter - Sound Collection X - Theme Songs | City Hunter - Sound Collection X - Theme Songs | City Hunter - Sound Collection X - Theme Songs |
| No                                             | Titre                                          | Auteur                                         | Durée                                          |                                                |                                                |                                                |                                                |                                                |                                                |
| ---------------------------------------------- | ---------------------------------------------- | ---------------------------------------------- | ---------------------------------------------- | ---------------------------------------------- | ---------------------------------------------- | ---------------------------------------------- | ---------------------------------------------- | ---------------------------------------------- | ---------------------------------------------- |
| 1.                                             | Shuumatsu no Soldier                           | Mika Kaneko                                    | 5:20                                           |                                                |                                                |                                                |                                                |                                                |                                                |
| 2.                                             | Juurokuya                                      | Mariko Takahashi                               | 4:44                                           |                                                |                                                |                                                |                                                |                                                |                                                |
| 3.                                             | Rock My Love                                   | Yōko Oginome                                   | 4:32                                           |                                                |                                                |                                                |                                                |                                                |                                                |
| 4.                                             | More More Shiawase                             | Yōko Oginome                                   | 4:58                                           |                                                |                                                |                                                |                                                |                                                |                                                |
| 5.                                             | Otherwise                                      | Konta                                          | 4:16                                           |                                                |                                                |                                                |                                                |                                                |                                                |
| 6.                                             | Woman                                          | Ann Lewis                                      | 5:19                                           |                                                |                                                |                                                |                                                |                                                |                                                |
| 7.                                             | Ride On The Night                              | HUMMING BIRD                                   | 4:11                                           |                                                |                                                |                                                |                                                |                                                |                                                |
| 8.                                             | Get Wild - Special '97 Version                 | Naho                                           | 3:48                                           |                                                |                                                |                                                |                                                |                                                |                                                |
| 9.                                             | Illusion City                                  | Sex Machineguns                                | 3:45                                           |                                                |                                                |                                                |                                                |                                                |                                                |
| 10.                                            | Ai yo Kienaide (Instrumental Version)          |                                                | 2:27                                           |                                                |                                                |                                                |                                                |                                                |                                                |
| 43:23                                          |                                                |                                                |                                                |                                                |                                                |                                                |                                                |                                                |                                                |

### City Hunter - Sound Collection Y - Insertion Tracks
Albums de Nicky Larson
City Hunter - Sound Collection X - Theme Songs
(2005) City Hunter - Sound Collection Z - Dramatic Album
(2005)

#### City Hunter - Sound Collection Y - CD1
| City Hunter - Sound Collection Y - Insertion Tracks | City Hunter - Sound Collection Y - Insertion Tracks | City Hunter - Sound Collection Y - Insertion Tracks | City Hunter - Sound Collection Y - Insertion Tracks | City Hunter - Sound Collection Y - Insertion Tracks | City Hunter - Sound Collection Y - Insertion Tracks | City Hunter - Sound Collection Y - Insertion Tracks | City Hunter - Sound Collection Y - Insertion Tracks | City Hunter - Sound Collection Y - Insertion Tracks | City Hunter - Sound Collection Y - Insertion Tracks |
| No                                                  | Titre                                               | Auteur                                              | Durée                                               |                                                     |                                                     |                                                     |                                                     |                                                     |                                                     |
| --------------------------------------------------- | --------------------------------------------------- | --------------------------------------------------- | --------------------------------------------------- | --------------------------------------------------- | --------------------------------------------------- | --------------------------------------------------- | --------------------------------------------------- | --------------------------------------------------- | --------------------------------------------------- |
| 1.                                                  | What'S Goin' On                                     | Ryôichi Kuniyoshi                                   | 4:23                                                |                                                     |                                                     |                                                     |                                                     |                                                     |                                                     |
| 2.                                                  | Want Your Love                                      | Momoko Kitadai                                      | 4:00                                                |                                                     |                                                     |                                                     |                                                     |                                                     |                                                     |
| 3.                                                  | Give Me Your Love Tonight                           | Kiyomi Suzuki                                       | 5:50                                                |                                                     |                                                     |                                                     |                                                     |                                                     |                                                     |
| 4.                                                  | Blue Air Message                                    | Yoshiaki Ohuchi                                     | 4:21                                                |                                                     |                                                     |                                                     |                                                     |                                                     |                                                     |
| 5.                                                  | Footsteps                                           | Momoko Kitadai                                      | 2:27                                                |                                                     |                                                     |                                                     |                                                     |                                                     |                                                     |
| 6.                                                  | Owari no nai katamuki                               | Yoshiyuki Oosawa                                    | 3:57                                                |                                                     |                                                     |                                                     |                                                     |                                                     |                                                     |
| 7.                                                  | Never Go Away                                       | Momoko Kitadai                                      | 3:43                                                |                                                     |                                                     |                                                     |                                                     |                                                     |                                                     |
| 8.                                                  | The Shining of Cat's Eye                            | Instrumental                                        | 4:31                                                |                                                     |                                                     |                                                     |                                                     |                                                     |                                                     |
| 9.                                                  | Party Down                                          | Momoko Kitadai                                      | 3:49                                                |                                                     |                                                     |                                                     |                                                     |                                                     |                                                     |
| 10.                                                 | Machi-juu Sophisticate                              | Akira Kamiya                                        | 3:31                                                |                                                     |                                                     |                                                     |                                                     |                                                     |                                                     |
| 11.                                                 | No No No                                            | Ryô Ogura                                           | 4:31                                                |                                                     |                                                     |                                                     |                                                     |                                                     |                                                     |
| 12.                                                 | Name of the Game                                    | Jennifer Cihi                                       | 5:06                                                |                                                     |                                                     |                                                     |                                                     |                                                     |                                                     |
| 13.                                                 | Earth                                               | PSY•S                                               | 5:26                                                |                                                     |                                                     |                                                     |                                                     |                                                     |                                                     |
| 14.                                                 | Escape                                              | Momoko Kitadai                                      | 4:07                                                |                                                     |                                                     |                                                     |                                                     |                                                     |                                                     |
| 15.                                                 | Chance                                              | Akira Kamiya                                        | 4:09                                                |                                                     |                                                     |                                                     |                                                     |                                                     |                                                     |
| 16.                                                 | Without You                                         | Jennifer Cihi                                       | 4:35                                                |                                                     |                                                     |                                                     |                                                     |                                                     |                                                     |
| 68:35                                               |                                                     |                                                     |                                                     |                                                     |                                                     |                                                     |                                                     |                                                     |                                                     |

#### City Hunter - Sound Collection Y - CD2
| City Hunter - Sound Collection Y - Insertion Tracks | City Hunter - Sound Collection Y - Insertion Tracks | City Hunter - Sound Collection Y - Insertion Tracks | City Hunter - Sound Collection Y - Insertion Tracks | City Hunter - Sound Collection Y - Insertion Tracks | City Hunter - Sound Collection Y - Insertion Tracks | City Hunter - Sound Collection Y - Insertion Tracks | City Hunter - Sound Collection Y - Insertion Tracks | City Hunter - Sound Collection Y - Insertion Tracks | City Hunter - Sound Collection Y - Insertion Tracks |
| No                                                  | Titre                                               | Auteur                                              | Durée                                               |                                                     |                                                     |                                                     |                                                     |                                                     |                                                     |
| --------------------------------------------------- | --------------------------------------------------- | --------------------------------------------------- | --------------------------------------------------- | --------------------------------------------------- | --------------------------------------------------- | --------------------------------------------------- | --------------------------------------------------- | --------------------------------------------------- | --------------------------------------------------- |
| 1.                                                  | Nina                                                | Instrumental                                        | 3:16                                                |                                                     |                                                     |                                                     |                                                     |                                                     |                                                     |
| 2.                                                  | Candy                                               | Ruriko Kuboh                                        | 4:49                                                |                                                     |                                                     |                                                     |                                                     |                                                     |                                                     |
| 3.                                                  | The Pressure                                        | Anima                                               | 4:29                                                |                                                     |                                                     |                                                     |                                                     |                                                     |                                                     |
| 4.                                                  | Forever In My Heart                                 | Kirsten Steinhauer                                  | 5:24                                                |                                                     |                                                     |                                                     |                                                     |                                                     |                                                     |
| 5.                                                  | Shy ni Sexy                                         | Mari Nishizono                                      | 4:16                                                |                                                     |                                                     |                                                     |                                                     |                                                     |                                                     |
| 6.                                                  | Midnight Rain                                       | Anima                                               | 5:05                                                |                                                     |                                                     |                                                     |                                                     |                                                     |                                                     |
| 7.                                                  | Make Up Tonight                                     | Yuko Kawai                                          | 4:02                                                |                                                     |                                                     |                                                     |                                                     |                                                     |                                                     |
| 8.                                                  | Hold Me Tight                                       | Red Monster                                         | 4:38                                                |                                                     |                                                     |                                                     |                                                     |                                                     |                                                     |
| 9.                                                  | You Never Know My Heart                             | Mayumi Tachibana                                    | 4:24                                                |                                                     |                                                     |                                                     |                                                     |                                                     |                                                     |
| 10.                                                 | Nettaigyo no keshiki                                | Instrumental                                        | 4:08                                                |                                                     |                                                     |                                                     |                                                     |                                                     |                                                     |
| 11.                                                 | Sometimes, Get My Love                              | Jetzt                                               | 4:27                                                |                                                     |                                                     |                                                     |                                                     |                                                     |                                                     |
| 12.                                                 | May be rich                                         | Konta                                               | 4:05                                                |                                                     |                                                     |                                                     |                                                     |                                                     |                                                     |
| 13.                                                 | Asphalt Moon                                        | Instrumental                                        | 4:05                                                |                                                     |                                                     |                                                     |                                                     |                                                     |                                                     |
| 14.                                                 | City Hunter ~ Ai yo Kienaide ~ (Freak Version)      | Kahoru Kohiruimaki                                  | 6:12                                                |                                                     |                                                     |                                                     |                                                     |                                                     |                                                     |
| 15.                                                 | Get Wild ('89 Version)                              | TM Network                                          | 6:44                                                |                                                     |                                                     |                                                     |                                                     |                                                     |                                                     |
| 70:10                                               |                                                     |                                                     |                                                     |                                                     |                                                     |                                                     |                                                     |                                                     |                                                     |

### City Hunter - Sound Collection Z - Dramatic Album
Albums de Nicky Larson
City Hunter - Sound Collection Y - Insertion Tracks
(2005)

#### City Hunter - Sound Collection Z - CD1
| City Hunter - Sound Collection Z - Dramatic Album | City Hunter - Sound Collection Z - Dramatic Album | City Hunter - Sound Collection Z - Dramatic Album | City Hunter - Sound Collection Z - Dramatic Album | City Hunter - Sound Collection Z - Dramatic Album | City Hunter - Sound Collection Z - Dramatic Album | City Hunter - Sound Collection Z - Dramatic Album | City Hunter - Sound Collection Z - Dramatic Album | City Hunter - Sound Collection Z - Dramatic Album | City Hunter - Sound Collection Z - Dramatic Album |
| No                                                | Titre                                             | Auteur                                            | Durée                                             |                                                   |                                                   |                                                   |                                                   |                                                   |                                                   |
| ------------------------------------------------- | ------------------------------------------------- | ------------------------------------------------- | ------------------------------------------------- | ------------------------------------------------- | ------------------------------------------------- | ------------------------------------------------- | ------------------------------------------------- | ------------------------------------------------- | ------------------------------------------------- |
| 1.                                                | Prologue                                          | Akira Kamiya                                      | 3:08                                              |                                                   |                                                   |                                                   |                                                   |                                                   |                                                   |
| 2.                                                | Track-1                                           | Akira Kamiya                                      | 17:07                                             |                                                   |                                                   |                                                   |                                                   |                                                   |                                                   |
| 3.                                                | Track-2                                           | Akira Kamiya                                      | 14:58                                             |                                                   |                                                   |                                                   |                                                   |                                                   |                                                   |
| 4.                                                | Track-3                                           | Akira Kamiya                                      | 21:10                                             |                                                   |                                                   |                                                   |                                                   |                                                   |                                                   |
| 5.                                                | Epilogue                                          | Akira Kamiya                                      | 1:07                                              |                                                   |                                                   |                                                   |                                                   |                                                   |                                                   |
| 57:30                                             |                                                   |                                                   |                                                   |                                                   |                                                   |                                                   |                                                   |                                                   |                                                   |

#### City Hunter - Sound Collection Z - CD2
| City Hunter - Sound Collection Z - Dramatic Album | City Hunter - Sound Collection Z - Dramatic Album | City Hunter - Sound Collection Z - Dramatic Album | City Hunter - Sound Collection Z - Dramatic Album | City Hunter - Sound Collection Z - Dramatic Album | City Hunter - Sound Collection Z - Dramatic Album | City Hunter - Sound Collection Z - Dramatic Album | City Hunter - Sound Collection Z - Dramatic Album | City Hunter - Sound Collection Z - Dramatic Album | City Hunter - Sound Collection Z - Dramatic Album |
| No                                                | Titre                                             | Auteur                                            | Durée                                             |                                                   |                                                   |                                                   |                                                   |                                                   |                                                   |
| ------------------------------------------------- | ------------------------------------------------- | ------------------------------------------------- | ------------------------------------------------- | ------------------------------------------------- | ------------------------------------------------- | ------------------------------------------------- | ------------------------------------------------- | ------------------------------------------------- | ------------------------------------------------- |
| 1.                                                | Angel Night                                       | PSY•S                                             | 5:15                                              |                                                   |                                                   |                                                   |                                                   |                                                   |                                                   |
| 2.                                                | Super Girl                                        | Yasuyuki Okamura                                  | 5:46                                              |                                                   |                                                   |                                                   |                                                   |                                                   |                                                   |
| 3.                                                | Mr. Private Eye                                   | Yuko Ootaki                                       | 6:39                                              |                                                   |                                                   |                                                   |                                                   |                                                   |                                                   |
| 4.                                                | Get Wild                                          | TM Network                                        | 5:00                                              |                                                   |                                                   |                                                   |                                                   |                                                   |                                                   |
| 5.                                                | Lonely Lullaby                                    | Akira Kamiya                                      | 6:54                                              |                                                   |                                                   |                                                   |                                                   |                                                   |                                                   |
| 6.                                                | Cool City                                         | The City Crackers                                 | 7:50                                              |                                                   |                                                   |                                                   |                                                   |                                                   |                                                   |
| 7.                                                | Snow Light Shower                                 | Kazue Ikura                                       | 5:03                                              |                                                   |                                                   |                                                   |                                                   |                                                   |                                                   |
| 8.                                                | ~                                                 | Suzuki Kiyomi - Duel III - Atsuku Naretara        | 6:44                                              |                                                   |                                                   |                                                   |                                                   |                                                   |                                                   |
| 9.                                                | Running to Horizon                                | Tetsuya Komuro                                    | 7:21                                              |                                                   |                                                   |                                                   |                                                   |                                                   |                                                   |
| 10.                                               | City Hunter ~Ai Yo Kienaide~ (Classical Version)  | ~                                                 | 4:02                                              |                                                   |                                                   |                                                   |                                                   |                                                   |                                                   |
| 11.                                               | Get Wild (Classical Version)                      | ~                                                 | 3:35                                              |                                                   |                                                   |                                                   |                                                   |                                                   |                                                   |
| 12.                                               | Still Love Her (Classical Version)                | ~                                                 | 4:23                                              |                                                   |                                                   |                                                   |                                                   |                                                   |                                                   |
| 68:53                                             |                                                   |                                                   |                                                   |                                                   |                                                   |                                                   |                                                   |                                                   |                                                   |